# Jun'ichi Fujisaku
Jun'ichi Fujisaku (藤咲 淳一, Fujisaku Jun'ichi), né le 6 août 1967 dans la préfecture d'Ibaraki), est un scénariste et réalisateur japonais.
Il a notamment participé aux films Loups=Garous, Blood+, Blood The Last Vampire, xxxHOLiC et Ghost in the Shell.

## Biographie
L'histoire développée dans l'OAV de Blood: The Last Vampire est issue de sessions dirigées par Mamoru Oshii qui a réuni deux scénarios des auteurs de Production I.G Kenji Kamiyama et Jun'ichi Fujisaku.

## Œuvre

### Scénariste
- 2000 - Blood: The Last Vampire[2]
- 2002 - Ghost in the Shell: Stand Alone Complex[3],[4] épisodes 2[5], 5[6], 6[7], 7[8], 18[9], 22[10], 23[11], ainsi que les épisodes 4[12], 6[13] et 7[14] de la suite Ghost in the Shell: S.A.C. 2nd Gig[Note 1] paru en 2004.
- 2005 - Blood+[15]
- 2005 - The Laughing Man[16],[17]
- 2006 - Individual Eleven[18],[19]
- 2008 - Real Drive (ＲＤ 潜脳調査室, RD Sennō Chōsashitsu?) épisodes 1-4, 9, 14, 21-23 et 25-26[20].
- 2010 - The Innocent[21] Publié en France chez Ki-oon en 2011[22].
- 2011 - Blood-C (en)[23]
- 2016 - Pokemon Sun & Moon : épisodes 28[24], 33[25], 39[26] et 45[27].
- 2017 - Atom: The Beginning (アトム ザ・ビギニング, Atomu za Biginingu?)[28].

### Écrivain
- Ghost in the Shell: Stand Alone Complex
  1. The Lost Memory[29]
  2. Revenge of the Cold Machines[30]
  3. White Maze[31]